# Huanghuatang (köpinghuvudort i Kina, Jiangsu Sheng, lat 32,91, long 118,78)
Huanghuatang (kinesiska: 黄花塘, 黄花塘镇) är en köpinghuvudort i Kina. Den ligger i provinsen Jiangsu, i den östra delen av landet, omkring 94 kilometer norr om provinshuvudstaden Nanjing. Antalet invånare är 27 910. Befolkningen består av 14 272 kvinnor och 13 638 män. Barn under 15 år utgör 15,0 %, vuxna 15-64 år 72 %, och äldre över 65 år 11,0 %.
Runt Huanghuatang är det tätbefolkat, med 356 invånare per kvadratkilometer. Närmaste större samhälle är Maba, 7,5 km norr om Huanghuatang. Trakten runt Huanghuatang består till största delen av jordbruksmark.
Genomsnittlig årsnederbörd är 1 199 millimeter. Den regnigaste månaden är juli, med i genomsnitt 271 mm nederbörd, och den torraste är december, med 26 mm nederbörd.